# Grupa galaktyk NGC 5846
Grupa galaktyk NGC 5846 – grupa galaktyk znajdująca się w gwiazdozbiorze Panny w odległości około 85 milionów lat świetlnych. Grupa ta zawiera około 250 galaktyk. Ma ona dwie podgrupy skupione wokół galaktyk NGC 5846 oraz NGC 5813. Grupa NGC 5846 należy do Supergromady w Pannie.

## Galaktyki grupy NGC 5846
| Nazwa     | Typ | Rektascensja (J2000) | Deklinacja (J2000) | Redshift (km/s) | Wielkość gwiazdowa |
| --------- | --- | -------------------- | ------------------ | --------------- | ------------------ |
| NGC 5813  | E   | 15h 01,2m            | +01° 42′           | 2139            | 11,6               |
| NGC 5831  | E   | 15h 04,1m            | +01° 13′           | 1857            | 12,5               |
| NGC 5846  | E   | 15h 06,5m            | +01° 36′           | 2003            | 11,1               |
| NGC 5846A | E   | 15h 06,5m            | +01° 36′           | 2344            | 13,0               |
| NGC 5854  | S0  | 15h 07,8m            | +02° 34′           | 1877            | 12,7               |
| NGC 5864  | S0  | 15h 09,6m            | +03° 03′           | 2025            | 12,6               |
| NGC 5869  | S0  | 15h 09,8m            | +00° 28′           | 2295            | 13,0               |
| UGC 9746  | Sbc | 15h 10,3m            | +01° 56′           | 1928            | 14,8               |
| UGC 9751  | Sc  | 15h 11,0m            | +01° 26′           | 1749            | 16,6               |
| UGC 9760  | Scd | 15h 12,0m            | +01° 42′           | 2206            | 15,8               |